# Filippo Soffici
Filippo Soffici (Florencia, 9 de febrero de 1970) es un deportista italiano que compitió en remo.
Participó en los Juegos Olímpicos de Barcelona 1992, obteniendo una medalla de bronce en la prueba de cuatro scull. Ganó tres medallas en el Campeonato Mundial de Remo entre los años 1989 y 1991.

## Palmarés internacional
| Juegos Olímpicos   | Juegos Olímpicos     | Juegos Olímpicos  | Juegos Olímpicos |
| Año                | Lugar                | Medalla           | Prueba           |
| ------------------ | -------------------- | ----------------- | ---------------- |
| 1992               | Barcelona (España)   | Medalla de bronce | Cuatro scull     |
| Campeonato Mundial |                      |                   |                  |
| Año                | Lugar                | Medalla           | Prueba           |
| 1989               | Bled (Yugoslavia)    | Medalla de plata  | Cuatro scull     |
| 1990               | Tasmania (Australia) | Medalla de bronce | Cuatro scull     |
| 1991               | Viena (Austria)      | Medalla de plata  | Cuatro scull     |